# داني بينيتيز
داني بينيتيز (بالإسبانية: Dani Benítez de Isita Pérez)‏ هو لاعب كرة قدم إسباني في مركز الوسط، ولد في 8 أبريل 1987 في مدينة ميورقة في إسبانيا. لعب مع ريال مايوركا ب وريال مايوركا ونادي ألكوركون ونادي أودينيزي ونادي إلتشي ونادي بونتيفيدرا ونادي غرناطة.

## وصلات خارجية
- داني بينيتيز على موقع قاعدة بيانات كرة القدم.إي يو (الإنجليزية)
- داني بينيتيز على موقع Soccerbase.com (لاعب) (الإنجليزية)
- داني بينيتيز على موقع Soccerway.com (الإنجليزية)
- داني بينيتيز على موقع عالم كرة القدم.نت (الإنجليزية)
- داني بينيتيز على موقع AS.com (الإسبانية)